# Itaru Oki

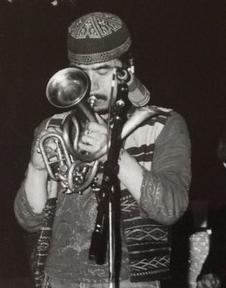
Itaru Oki tijdens het Jazzfestival St. Ingbert (1988)

Itaru Oki (Japans: 沖 至, Oki Itaru) (Kōbe, 10 september 1941 - 25 augustus 2020) was een Japanse jazztrompettist en -kornettist. Hij behoorde tot de eerste generatie van freejazz-muzikanten in Japan.

## Biografie
Oki stamde uit een muzikale familie, zijn vader speelde shakuhachi, zijn moeder koto. Hij begon in de klassieke muziek, maar op zijn veertiende ging hij trompet spelen. Hij speelde in de brassband van zijn school en was leerling van Fumio Nanri. Hij studeerde architectuur en werd in die tijd, in 1959, lid van een dixieland-band. In 1964 kreeg hij belangstelling voor moderne jazz. Hij deed dat jaar mee aan een workshop van Kenny Dorham (in Ōsaka), het jaar erop ging hij naar Tokio, waar hij lessen had bij Sadao Watanabe.
Oki werd een professionele jazzmuzikant en speelde in verschillende Japanse bands. In 1969 speelde hij als lid van Kanno Group in Europa, op het jazzfestival in Ljubljana. Hij was een van de oprichters van de ESSG Band (met o.m. Masahiko Togashi). In 1974 ging hij in Frankrijk wonen, in Parijs en later Lyon. Van hieruit toerde hij veel met de groep Message from Japan. In 1977 speelde hij met het kwartet van Noah Howard in Berlijn (live-album Schizophrenic Blues). Hij had een trio met Michel Pilz en Buschi Niebergall en speelde tevens met Alan Silva, Noel McGhie, François Cotinaud, Tchangodei/Kent Carter, Sunny Murray en Claudine François. Daarnaast leidde hij eigen groepen.

## Discografie (selectie)
- Phantom Note (1975; Offbeat/doubtmusic, met Yoshiaki Fujikawa, Keiki Midorikawa, Hozumi Tanaka)
- Mirage (1977; Polystar, met Takashi Kako, Keiki Midorikawa, Masahiko Togashi)
- One Year - Afternoon & Evening (1979; FMP, met Michel Pilz en Ralf R. Hübner)
- Texture Sextet, Polygammes (1983) met François Cotinaud, Denis Colin, Didier Petit, Michel Coffi, Pierre Jacquet
- Michel Pilz Quartet Jamabiko (1983; Trion, met B. Niebergall en Muhammad Ali)
- Tchangodei / Itaru Oki / Kent Carter Jeux d'Ombres (Volcanic Records 1993)
- Concert with Strings (Whats New 1998, met Takeshi Shibuya, Keiki Midorikawa, Hideaki Mochizuki, Yasuhiro Shibagaki)
- Live (2004; Polystar, met Keizo Nobori, Natsuki Tamura, Satoko Fujii, Hiroshi Funato, Jin Mitsuda)
- Nobusiko (2010; Improvising Beings) met Benjamin Duboc
- Chorui Zukann (2014; Improvising Beings, solo)
- Itaru Oki, Nobuyoshi Ino, Choi Sun Bae Kami Fusen (NoBusiness Records 2017)
- Itaru Oki, Axel Dörner: Root Of Bohemian (Improvising Beings 2017)
- Zanshin (2017), met Lena Circus

## Bron
- Encyclopedia of Jazz Musicians